# Lothar Späth
Lothar Späth (Sigmaringen, 16 novembre 1937 – Stoccarda, 18 marzo 2016) è stato un politico tedesco della CDU.

## Biografia
Späth è nato a Sigmaringen. Dal 30 agosto 1978 al 13 gennaio 1991 Späth è stato il 5° ministro presidente del Baden-Württemberg e presidente della CDU nel Baden-Württemberg, ricoprendo la carica di 36º presidente del Bundesrat nel 1984/85.
Dopo aver lasciato la politica, Späth guidò la società Jenoptik, una delle poche ex imprese statali della Germania Est, sopravvissuta alla trasformazione in un'economia di mercato in una Germania unita. Vi rimase fino al 2003. In seguito divenne presidente dell'Industrie- und Handelskammer East-Turingia a Gera.
Per supportare le medie imprese nell'apertura ai mercati esteri, nel 1984 ha costituito la "Baden-Württemberg Export Foundation", oggi Baden-Württemberg International.
Nel 1989, ha sponsorizzato la pubblicazione di un portfolio artistico chiamato Kinderstern, con disegni originali di Sol LeWitt, Jörg Immendorff, Sigmar Polke, Max Bill, Heinz Mack, Keith Haring e Imi Knoebel, a beneficio dei bambini malati di cancro. Insieme a Rupert Neudeck, è anche patrono della "Fondazione economica tedesca per l'aiuto umanitario".
Nel settembre 1992 Späth è stato insignito del titolo di Console generale onorario reale norvegese per la Turingia e la Sassonia-Anhalt.
Dal 1998 al 2001, Späth ha condotto un talk show televisivo trasmesso in Germania chiamato "Späth am Abend" (Il titolo è un gioco di parole tra "A notte fonda" (Spät am Abend) e "Späth in serata", un riferimento al nome dell'ospite.), per cui ha curato la rubrica "Späth zur Woche" offrendo commenti politici settimanali a partire dal 2002.